# Rouvignies
Rouvignies är en kommun i departementet Nord i regionen Hauts-de-France i norra Frankrike. Kommunen ligger i kantonen Valenciennes-Sud som tillhör arrondissementet Valenciennes. År 2022 hade Rouvignies 658 invånare.

## Befolkningsutveckling
Antalet invånare i kommunen Rouvignies
| Referens: INSEE |